# Politiek in Polen

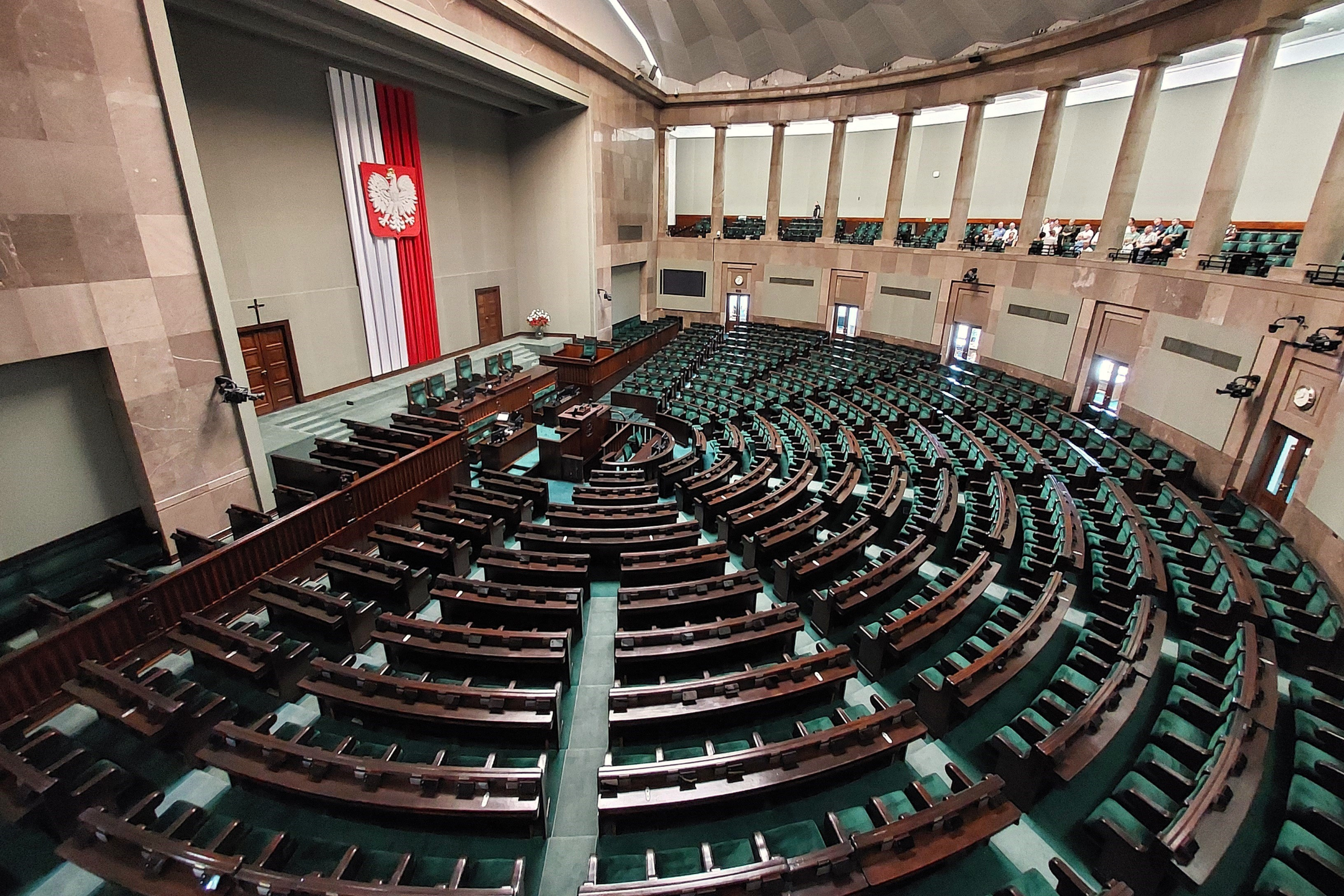
De vergaderzaal van de Sejm

Het politieke systeem van de Republiek Polen is vastgelegd in de Poolse Grondwet, die door de Nationale Assemblee op 2 april 1997 werd vastgesteld. Het is een parlementaire democratie met een premier als regeringsleider en een president als staatshoofd. De uitvoerende macht wordt uitgeoefend door de president en de ministerraad. De wetgevende macht wordt uitgeoefend door het parlement.
Het Poolse volk wordt vertegenwoordigd door een parlement dat uit twee kamers bestaat: de Sejm en de senaat, die gezamenlijk de Nationale Assemblee vormen. De 460 leden van de Sejm worden voor een termijn van vier jaar verkozen volgens een systeem van evenredige vertegenwoordiging. De 100 leden van de senaat worden om de vier jaar verkozen bij meerderheid van stemmen.
De president wordt in een algemene, rechtstreekse verkiezing voor een termijn van vijf jaar verkozen. Een president kan maximaal één keer worden herkozen. Hij ondertekent wetten en benoemt ambassadeurs en de premier. De president is tevens opperbevelhebber van het Poolse leger. De benoeming van de premier is onderworpen aan de goedkeuring door de Sejm. De premier stelt ministers voor aan de president, die ze vervolgens benoemt. Deze benoeming wordt eveneens bevestigd door de Sejm.